# TiVo Corporation

Logo bis 2016

Logo vor der Umbenennung der Rovi Corporation im Jahr 2009

Die TiVo Corporation (bis 2016: Rovi Corporation) ist ein US-amerikanisches Unternehmen mit Hauptsitz in San José, Kalifornien. TiVo ist an der New Yorker Börse NASDAQ unter dem Kürzel TIVO notiert.
Hauptgeschäftsfeld ist die Herstellung und Vermarktung von Lösungen zum Kopierschutz, für digitale Inhaltslizenzierung und für digitales Rechtemanagement (DRM).
Die Niederlassung in Deutschland befindet sich in Haibach.

## Geschichte
Das Unternehmen wurde 1983 als Macrovision Corporation gegründet. Die Umbenennung in Rovi Corporation erfolgte im Juli 2009.
Rovi hat das britische Unternehmen C-Dilla (SafeCast), die US-Unternehmen InstallShield und ZeroG sowie im Februar 2011 die deutsche Nowtilus Onlinevertriebsgesellschaft (Video-on-Demand-Dienste; Kunden sind unter anderem MediaMarkt, Bild.de und Telefónica Germany) aufgekauft.
Im Jahr 2008 verkaufte Rovi die Geschäftssoftwaresparte, die in Acresso umbenannt wurde. Im Verkauf eingeschlossen waren die Lösungen FLEXnet und InstallShield.
Am 7. Februar 2012 wurde das Tochterunternehmen Roxio, das unter anderem Software für Privatanwender vertrieb, an Corel verkauft.
2016 übernahm Rovi die TiVo Inc. Nach erfolgter Übernahme nannte sich Rovi selbst in TiVo Corporation um.